# بنك البحرين للتنمية
بنك البحرين للتنمية هو مؤسسة تمويل تنمية أنشأتها حكومة البحرين لتعزيز الاستثمارات في البلاد. بنك البحرين للتنمية مسجل لدى وزارة الصناعة والتجارة ومرخص من قبل مصرف البحرين المركزي باعتباره بنك تجزئة تقليدي.

## نظرة عامة
يقدم بنك البحرين للتنمية مجموعة متنوعة من الخدمات المالية المصممة خصيصا لتلبية احتياجات الشركات الصغيرة والمتوسطة في البحرين. يشمل ذلك تمويل الأعمال والتمويل الإسلامي وتمكين للتمويل في قطاعات الصناعات التحويلية والأعمال الزراعية والرعاية الصحية وغيرها من الخدمات.
يقع مقر بنك البحرين للتنمية في المنطقة الدبلوماسية في العاصمة البحرينية المنامة. حسب 31 ديسمبر 2015 بلغ إجمالي تقييم موجودات البنك 514 مليون دولار أمريكي (194 مليون دينار بحريني) وبلغت حقوق المساهمين حوالي 204.77 مليون دولار (77.19 مليون دينار) وشبكة فروع من ستة فروع كاملة وفرعين متنقلين.

## التاريخ
أنشئ البنك بموجب المرسوم التشريعي رقم 19 في 11 ديسمبر 1991 وبدأ عملياته في 20 يناير 1992. كان جدول أعماله الرئيسي هو تشجيع الاستثمارات في البحرين وخاصة في الصناعات الحيوية.
في عام 2014 وقع بنك البحرين للتنمية اتفاقية مع بنك تنمية الصناعات الصغيرة في الهند لتشجيع الشركات الناشئة. في هذا الاتفاق التزم المعهد بتقديم المساعدة الفنية إلى مصرف التنمية الآسيوي في إدارة المخاطر وإدارة الائتمان لمواصلة مهام بنك التنمية الآسيوي.
في عام 2014 أطلق بنك التنمية الآسيوي مسابقة إيماجن كب بالتعاون مع مايكروسوفت لدعم رواد الأعمال والمبدعين وضع حلول موجهة لحل بعض أصعب التحديات في العالم.
في عام 2015 صنفته موديز في تصنيف Baa2 / أساسي-2 / سلبي لبنك البحرين للتنمية بسبب محفظة القروض عالية المخاطر للبنك والاعتماد على التمويل العام.

## شركات تابعة
بالإضافة إلى أعمال البنك الأساسية في مجال التنمية فإنه يوجد لدى بنك البحرين للتنمية أيضا شركات تابعة واستثمارات موجهة نحو تحقيق أهدافه. تشمل الشركات التي تتألف من الشركات التابعة والاستثمارات في بنك البحرين للتنمية على سبيل المثال لا الحصر ما يلي:
مركز حاضنات الأعمال البحرينية: - الحصة 100 في المئة - تطوير ومساعدة أصحاب المشاريع الناشئة.
شركة صندوق تنمية المشاريع الصغيرة والمتوسطة: - الحصة بنسبة 99 في المائة - إدارة صناديق المشاريع الصغيرة والمتوسطة الحجم.
الشرق الأوسط كونسولتانسي: - مساهمة بـ 28.6 في المئة - استشارات للمؤسسات الصغيرة والمتوسطة.
شركة سيارات أجرة العربية: - حصة الملكية بنسبة 20٪ - تشغيل وإدارة خدمات سيارات الأجرة.
بنك إبدأ: - 20 في المائة - توفير التمويل الأصغر والخدمات الاستشارية ذات الصلة.
جميع هذه الشركات التابعة والاستثمارات محتفظ بها في البحرين.

## الملكية
تملك حكومة البحرين جميع أسهم بنك البحرين للتنمية. هذا يجعله بنك شبه حكومي.

## الحوكمة
يخضع بنك البحرين للتنمية لمجلس إدارة مكون من ثمانية أشخاص حيث يتولى خالد الرميحي منصب رئيس مجلس الإدارة وعضوية كل من صباح خليل المؤيد وصالح حسين علي حسين وطارق عبد الجليل الصفار ومروان خالد طبارة وتالا عبد الرحمن فخرو وغسان غالب عبد العال ومريم عدنان الأنصاري.

## الروابط الخارجية
- مصرف البحرين المركزي
- وزارة الصناعة والتجارة البحرينية نسخة محفوظة 2 نوفمبر 2019 على موقع واي باك مشين.